# Dix pour cent
Dix pour cent est une série télévisée française, créée par Dominique Besnehard et Fanny Herrero, diffusée entre le 14 octobre 2015 et le 4 novembre 2020 sur France 2.
La série, composée de vingt-quatre épisodes répartis en quatre saisons, est aussi diffusée sur RTS Un en Suisse, sur ICI ARTV au Canada et sur Netflix dans le monde entier.
Les 3 premières saisons sont rediffusées en France dès le 30 août 2024 sur NRJ 12.
Mélangeant comédie et drame, Dix pour cent décrit la vie d'une prestigieuse agence artistique d’acteurs après la mort accidentelle de son fondateur. À chaque épisode, une vedette de cinéma joue son propre rôle avec une certaine autodérision.

## Synopsis
Chaque jour, Andréa, Mathias, Gabriel et Arlette, agents artistiques et associés principaux de l’agence artistique ASK (l’agence Samuel-Kerr), jonglent avec de délicates situations et défendent leur vision du métier d'acteur. Ils mêlent savamment art et business, quitte à manipuler les gens du métier pour leur faire accepter leur vision.
Tous se débattent pour sauver ASK qui subit certains désagréments à la suite de la mort de leur principal agent, également fondateur de l'agence, Samuel Kerr. Les quatre personnages principaux voient leur vie privée se mêler à la vie de l'agence : Camille, la fille cachée de Mathias réapparaît soudainement pour venir vivre à Paris ; Andréa, jeune femme au fort caractère, tombe sous le charme de la timide inspectrice des impôts venue contrôler les comptes d'ASK ; Gabriel découvre le talent d'actrice de la réceptionniste qu'il va aider à mettre sur le devant de la scène. Les quatre agents devront également faire face à l'entreprise concurrente StarMédia.

## Concept
Comme dans de nombreuses séries, une ou plusieurs vedettes invitées intègrent la distribution, le temps d'un ou plusieurs épisodes (caméo). Ces invités jouent chacun un personnage, basé sur leur biographie réelle, mais dont la personnalité est totalement fictive. Certains épisodes sont écrits sans savoir qui acceptera finalement le rôle et le scénario s’adapte alors à l'acteur.
Des comédiens habituellement utilisés en seconds rôles y jouent les premiers et inversement.

## Distribution

### Personnages principaux
- Camille Cottin : Andréa Martel, associée et agent artistique
- Thibault de Montalembert : Mathias Barneville, associé et agent artistique (saisons 1–3) puis producteur (saison 4)
- Grégory Montel : Gabriel Sarda, associé et agent artistique
- Liliane Rovère : Arlette Azémar, associée et impresario
- Fanny Sidney : Camille Valentini, assistante d'Andréa Martel, fille de Mathias Barneville puis agent junior d'ASK
- Laure Calamy : Noémie Leclerc, assistante puis également amante de Mathias Barneville
- Nicolas Maury : Hervé André-Jezack, assistant de Gabriel Sarda et agent junior avec Camille
- Stéfi Celma : Sofia Leprince, hôtesse d'accueil (saisons 1–3) et comédienne
- Ophélia Kolb : Colette Brancillon, l'inspectrice du fisc et compagne d'Andréa (récurrente saison 4)
- Assaâd Bouab : Hicham Janowski, nouvel actionnaire majoritaire d'ASK (depuis la saison 2, récurrent saison 4)

### Personnages récurrents
- Isabelle Candelier : Annick Valentini, ancienne maîtresse de Mathias et mère de Camille
- Philippine Leroy-Beaulieu : Catherine Barneville, la femme de Mathias et mère d'Hippolyte (saisons 1–3)
- François Civil : Hippolyte Barneville, fils de Mathias et de Catherine et demi-frère de Camille (saisons 1–2)
- Jean-Yves Chatelais : François Bréhier, le patron de StarMédia et ami de Mathias (saisons 1–2)
- Gabrielle Forest : Hélène Kerr, la veuve de Samuel Kerr (saisons 1–2)
- Antoine Croset : Antoine, le standardiste d'ASK (depuis la saison 3)
- Anne Marivin : Élise Formain, agente artistique chez StarMédia puis ASK (saison 4)

### Personnages invités

#### Saison 1
- Alain Rimoux : Samuel Kerr, le fondateur de l'agence ASK (épisode 1)
- Amélie Etasse : Magali, l'assistante d'Andréa Martel (épisode 1)
- Lee Delong : Miranda Jones (épisode 1)
- Arben Bajraktaraj : Gabor Rajevski, le réalisateur (épisode 2)
- Robert Plagnol : Clément (épisode 3)
- Simona Maicanescu : Solveig Ackerfeld, la réalisatrice (épisode 3)
- Anthony Sonigo : Augustin (épisode 4)
- Olivia Côte : Armelle Borzek (épisode 4)
- Scali Delpeyrat : Bastien Deville, l'universitaire (épisode 6)

#### Saison 2
- Fabienne Galula : la journaliste (épisode 1)
- Marilou Aussilloux : Violaine, une admiratrice de Norman (épisode 3)
- Samuel Theis : Sacha Hartman, le metteur en scène (épisode 4)
- Marie Sambourg : une amie d'Hippolyte, fausse manifestante du mouvement « Promouvoir » (épisode 4)
- Jeanne Herry : la réalisatrice (épisode 5)
- Philippe Uchan : Jean-Denis Gilière, l'admirateur de Juliette Binoche (épisode 6)
- Big John : Renard, le garde du corps (épisode 6)

#### Saison 3
- Simona Maicanescu : Solveig Ackerfeld, la réalisatrice (épisode 1)
- Valérie Vogt : Babette Solis, la productrice du nouveau film de Jean Dujardin (épisode 1)
- Sarah Grappin : Alice Dujardin, la femme de Jean Dujardin (épisode 1)
- Félix Cordier : Valentin Cholet, le petit ami d'Hervé (épisodes 1, 4 et 5)
- Soufiane Guerrab : Sami Abadi, le serveur de bar, aspirant acteur (épisode 3)
- Stéphane Foenkinos : le directeur de la distribution (épisode 3)
- Nadège Beausson-Diagne : l'agent immobilier (épisode 3)
- Aloïse Sauvage : Lucie (épisode 4)
- Kate Colebrook : Marcella Moss, la productrice américaine (épisodes 4, 5 et 6)
- Nathan Rippy : Scott Downing, le producteur américain (épisodes 4, 5 et 6)
- Gilles Cohen : Pascal Birague, le réalisateur (épisode 5)
- Frédérique Tirmont : Laurence Paugam, la productrice (épisode 6)
- Guilaine Londez : l'infirmière, deuxième Isabelle Huppert (épisode 6)
- Pauline Clément : la responsable événementielle (épisode 6)
- Big John : Renard, le garde du corps (épisode 6)

#### Saison 4
- Candice Bouchet : la directrice de crèche (épisodes 1, 3 et 5)
- Stéphane Freiss : Igor de Serisy, le producteur
- Sarah Suco : Justine, l'assistante d'Igor de Serisy
- Micha Lescot : Oscar Rondo, le réalisateur (épisode 1)
- Quitterie Picamoles : Sarah Santoni (épisodes 1 à 4)
- Hugo Becker : Éric, le producteur (épisode 1)
- Marie-Hélène Lentini : la vendeuse du magasin de robes (épisode 1)
- Estelle Meyer : Alex (épisodes 2, 3 et 4)
- Déborah Lukumuena : Djamila Guerroub, la réalisatrice (épisode 2)
- Mauricette Gourdon : Mme Bonnero (épisode 2)
- Éric Soubelet : un passager du métro (figuration) (épisode 2)
- Carl Malapa : Dylan Charif (épisode 2)
- Julie-Anne Roth : Laurence, la directrice de la photographie (épisode 3)
- Nadia Tereszkiewicz : Mélanie Meyer, la rivale de Sofia (épisode 3)
- Zoé Bruneau : la réalisatrice (épisode 3)
- Noémie de Lattre : Claire, la maîtresse d'Igor de Serisy (épisode 3 et 6)
- Stéphanie Bataille : la directrice de la distribution (épisode 3)
- Frédérique Tirmont : Laurence Paugam, la productrice (épisode 4)
- India Hair : Ulrika Desrosières, la romancière (épisode 4)
- Delphine Théodore : Véro, la maquilleuse (épisode 4)
- Bunny Godillot : l'hôtesse de l'air (épisode 5)
- Lolita Chammah : la mère Noël (épisode 6)
- Gil Alma : le réalisateur (épisode 6)

### Vedettes invitées

#### Saison 1
- Cécile de France (épisode 1)
- Zinedine Soualem (épisodes 2, 3 et 5)
- Line Renaud (épisode 2)
- Françoise Fabian (épisode 2)
- Nathalie Baye (épisode 3)
- Laura Smet (épisode 3)
- Gilles Lellouche (épisode 3)
- Dominique Besnehard (épisode 3)
- Audrey Fleurot (épisode 4)
- Julie Gayet (épisode 5)
- JoeyStarr (épisode 5)
- François Berléand (épisode 6)

#### Saison 2
- Virginie Efira (épisode 1)
- Ramzy Bedia (épisode 1)
- Michel Drucker (épisode 1)
- Fabrice Luchini (épisode 2)
- Christophe Lambert (épisode 2)
- Norman Thavaud (épisode 3)
- Aymeline Valade (épisode 3)
- Julien Doré (épisodes 3, 4 et 5)
- Isabelle Adjani (épisode 4)
- Augustin Trapenard (épisode 4 ; voix à la radio)
- Guy Marchand (épisode 5)
- Juliette Binoche (épisode 6)

#### Saison 3
- Jean Dujardin (épisodes 1 et 6)
- Julien Doré (épisodes 2 et 3)
- Monica Bellucci (épisodes 2 et 6)
- Guy Marchand (épisode 3)
- Gérard Lanvin (épisodes 3 et 6)
- Isabelle Huppert (épisode 4)
- Cédric Kahn (épisode 4)
- Béatrice Dalle (épisode 5)
- Françoise Fabian (épisode 6)
- Audrey Fleurot (épisode 6)
- Claude Lelouch (épisode 6)
- Line Renaud (épisode 6)
- JoeyStarr (épisode 6)
- Dominique Besnehard (épisode 6)

#### Saison 4
- Charlotte Gainsbourg (épisode 1)
- Mimie Mathy (épisodes 1 et 4)
- Xavier Beauvois (épisode 1)
- Julie Gayet (épisode 1)
- Dominique Besnehard (épisode 1)
- Franck Dubosc (épisode 2)
- Nathalie Baye (épisode 2)
- Tony Parker (épisode 2)
- Fabienne Pascaud (épisode 2)
- José Garcia (épisode 3)
- Valérie Donzelli (épisode 3 et 4)
- Sandrine Kiberlain (épisode 4)
- Muriel Robin (épisode 4)
- Marina Rollman (épisode 4)
- Gérémy Crédeville (épisode 4)
- Laura Domenge (épisode 4)
- Thomas Sotto (épisode 4)
- Sigourney Weaver (épisode 5)
- Guillaume Gallienne (épisode 5)
- Bernard Verley (épisode 5)
- Rayane Bensetti (épisode 5)
- Jean Reno (épisode 6)
- Lolita Chammah (épisode 6)

## Production

### Développement
La série a mis huit ans à se concrétiser. En 2007, alors que Dominique Besnehard travaille dans l'agence Artmedia (qu'il va quitter l'année suivante) et que Michel Feller vient de quitter depuis un an la société EuropaCorp, où il était producteur, ils ont l'idée, avec Julien Messemackers, d'une série sur le métier d'agent artistique. L'écriture du projet, alors intitulé 10, avenue George-V (l'adresse d'Artmedia), est confiée à Nicolas Mercier, initialement pour une diffusion sur Canal+. Mais des divergences sur le ton à adopter mènent à l’arrêt de la collaboration avec la chaîne.
En janvier 2011, le partenariat avec les producteurs indépendants Harold Valentin et Aurélien Larger chez Mother Production donne une nouvelle vie au projet. Ancien conseiller de programme chez France Télévision, où il a notamment lancé Fais pas ci, fais pas ça et Clara Sheller, Harold Valentin parvient à obtenir une convention d’écriture chez France 2.
Au bout d’un an de développement, les directions proposées par Nicolas Mercier ne donnent pas satisfaction à la chaîne, et c’est Fanny Herrero, alors membre de l’équipe de scénaristes, qui est choisie pour reprendre la tête de l’écriture. Forte d’une solide expérience d’auteur de série (Les Bleus, premiers pas dans la police, Kaboul Kitchen, Fais pas ci, fais pas ça, Un village français), elle s’entoure d’une équipe de scénaristes intégralement renouvelée, et repense alors les personnages, l’architecture et le style de la série. Elle parvient à créer une « comédie dramatique » originale et emporte enfin l’adhésion de la direction de France 2. Le projet est relancé, et les six épisodes de la première saison s’écrivent rapidement.
Pour la première saison, cinq auteurs travaillent avec Fanny Herrero : Sabrina B. Karine, Camille Chamoux, Eliane Montane, Anaïs Carpita, Benjamin Dupas, ainsi qu’une consultante en psychologie des personnages, Violaine Bellet. Afin de nourrir les intrigues et de garantir une certaine vérité à la série, l’équipe d’écriture puise dans l’expérience de Dominique Besnehard, mais aussi dans les témoignages de nombreux acteurs du cinéma français (agents, producteurs, réalisateurs, auteurs, comédiens, distributeurs). Les arcs de la saison et les intrigues propres à chaque épisode sont élaborés collectivement, puis chaque auteur est responsable d’un épisode. Fanny Herrero finalise seule tous les épisodes, afin de garantir la cohérence psychologique et le style singulier de la série. Le producteur Harold Valentin assure le suivi général de l’écriture.
Plusieurs réalisateurs sont envisagés pour la fabrication de la saison 1, mais c’est finalement Cédric Klapisch qui est choisi. Séduit par la qualité des scénarios, il devient directeur artistique de la première saison, dont il réalise deux épisodes, tandis que Lola Doillon et Antoine Garceau (fidèle assistant de Klapisch depuis des années) sont chargés des quatre autres.
Malgré la présence de Besnehard et Klapisch dans l'équipe, la distribution des vedettes de cinéma a été difficile à finaliser, à tel point que des questions se sont posées sur l'aboutissement du projet[pas clair] : plus d'une dizaine d'acteurs ont refusé d'y participer, ne voulant pas jouer leur propre rôle. Les nombreux refus essuyés pour la saison 1 pèsent lourdement sur l’équipe d’écriture qui doit adapter les scénarios au gré des aléas de la distribution. 
Pour Dominique Besnehard, il s'agit d'une peur des comédiens français de « jouer avec leur image publique », que l'on ne retrouve pas chez les artistes anglo-saxons, et qui est due selon lui à l'existence d'un « snobisme du sérieux » en France,.
Le titre de la série, « Dix pour cent », trouvé par l'auteure et réalisatrice Danièle Thompson, fait référence au pourcentage du cachet d’une vedette payé à son agent. Le décor de l'agence ASK est inspiré de deux véritables agences artistiques : l'agence Artmedia pour le « côté chic et vieille France avec fauteuils en cuir et moquette épaisse » et l'agence Adéquat pour le « style design moderne avec des bureaux vitrés ». 
La distribution est confiée à Constance Demontoy. La série révèle de nombreux comédiens : Grégory Montel, Laure Calamy, Nicolas Maury, Thibault de Montalembert, Stéfi Celma, Fanny Sidney, Liliane Rovère, et Camille Cottin, déjà connue du grand public pour Connasse (Canal+), qui se révèle dans le rôle d’Andréa Martel.
La deuxième saison se poursuit sous la direction de Fanny Herrero, avec la même équipe d’écriture. En ce qui concerne la réalisation, à la suite du départ de Cédric Klapisch et Lola Doillon, Antoine Garceau reste en place, rejoint par Laurent Tirard (Le Petit Nicolas, Astérix et Obélix : Au service de Sa Majesté, Un homme à la hauteur) et Jeanne Herry (Elle l'adore, Pupille), qui collaborent aussi à l’écriture du dernier épisode, centré sur le Festival de Cannes. 
Pour la troisième saison, Fanny Herrero recrute de nouveaux auteurs pour étoffer l’équipe d’écriture (Frédéric Rosset et Judith Havas), et Marc Fitoussi intègre l’équipe de réalisation aux côtés d’Antoine Garceau.
En novembre 2018, lors de la diffusion de la saison 3, Fanny Herrero annonce son départ de la série. Éprouvée par les sept années consacrées exclusivement à Dix pour cent, dont elle est devenue showrunner à part entière, elle éprouve le besoin de se consacrer à d’autres projets, et choisit de « passer la main ». C’est Victor Rodenbach et Vianney Lebasque qui sont choisis pour lui succéder à partir de la saison 4.
En janvier 2021, peu après la diffusion de la saison 4 sur Netflix, Dominique Besnehard annonce réfléchir à un téléfilm et une 5e saison, qui profiteraient du partenariat avec la plateforme pour une coproduction et un tournage à New York. Le 1er juillet 2021, Camille Cottin confirme que le scénario du téléfilm est en cours d'écriture, mais que l'annonce d'une 5e saison est prématurée. Début 2023, une suite est annoncée, mais sous la forme d'un film et non plus d'une série, dont le tournage aura lieu fin 2023 début 2024, avec une sortie en salles qui coïnciderait avec les 10 ans de la série.

### Tournage
La série est tournée principalement à Paris et dans les studios d'Aubervilliers, dans la banlieue nord-parisienne, où l'intérieur de l'agence fictive ASK a été intégralement créé. Cette agence est, dans la série, située dans le centre de Paris, au 149, rue Saint-Honoré, entre le Musée du Louvre et les jardins du Palais-Royal. Sur certaines scènes se déroulant à l'extérieur, dans la rue Saint-Honoré, on peut apercevoir l'Oratoire du Louvre.

### Fiche technique
- Titre original français : Dix pour cent
- Titre québécois : Appelez mon agent
- Titre anglais international : Call my agent!
- Création : Fanny Herrero, d'après une idée originale de Dominique Besnehard, Michel Vereecken, Julien Messemackers
- Réalisation : Cédric Klapisch, Lola Doillon, Antoine Garceau, Laurent Tirard, Jeanne Herry, Marc Fitoussi (saison 3 & 4)
- Scénario : Fanny Herrero, Sabrina Karine, Quoc Dang Tran, Benjamin Dupas, Camille Chamoux, Anaïs Carpita, Nicolas Mercier, Éliane Montane, Cécile Ducrocq, Camille de Castelnau, Frédéric Rosset, Judith Havas, Jeanne Herry
- Direction artistique : Cédric Klapisch
- Collaboration à la psychologie des personnages : Violaine Bellet (saisons 1,2,3 et 4)
- Décors : Emmanuelle Duplay
- Costumes : Anne Schotte
- Photographie : Yves Cape (saison 1), Denis Rouden (saison 2), Antoine Roch (saison 3)
- Montage : Catherine Schwartz (saisons 1 à 4), Sophie Brunet (saison 1), Guillaume Lauras (saisons 2 à 4)
- Musique : Loïk Dury, Christophe Minck
- Casting : Constance Demontoy
- Production : Dominique Besnehard, Michel Feller, Harold Valentin, Aurélien Larger
  - Production associée : Cédric Klapisch
- Sociétés de production : Mon Voisin Productions, Mother Production, avec la participation de Ce qui me meut et de France Télévisions
- Sociétés de distribution : France 2 (France)
- Budget : Inconnu
- Pays d'origine : France
- Langue originale : Français
- Format : Couleur
- Genre : Comédie
- Durée : 52 minutes

## Saisons

### Première saison (2015)
La première saison est composée de six épisodes, qui ont été suivis en moyenne par 4 386 000 téléspectateurs et ont représenté 17,7 % de parts de marché.

### Deuxième saison (2017)
La deuxième saison est composée de six épisodes, qui ont été suivis en moyenne par 3 472 000 téléspectateurs et ont représenté 13,7 % de part de marché.

### Troisième saison (2018)
La troisième saison est composée de six épisodes, qui ont été suivis en moyenne par 3 385 000 téléspectateurs et ont représenté 15,2 % de part de marché.

### Quatrième saison (2020)
La quatrième est composée de six épisodes. Elle est diffusée dès le 16 octobre 2020 sur RTS Un en Suisse et à partir du 21 octobre 2020 sur France 2 en France, ainsi que sur Netflix.

## Accueil

### Audiences
| Saison | Nombre d'épisodes | Audience (en millions) | Audience (en millions) | Audience (en millions) | Audience (en millions) | Audience (en millions) | Audience (en millions) | Audience (en millions) |
| Saison | Nombre d'épisodes | E1                     | E2                     | E3                     | E4                     | E5                     | E6                     | Moyenne                |
| ------ | ----------------- | ---------------------- | ---------------------- | ---------------------- | ---------------------- | ---------------------- | ---------------------- | ---------------------- |
| 1      | 6                 | 5,22                   | 4,43                   | 4,29                   | 4,10                   | 4,24                   | 4,18                   | 4,41                   |
| 2      | 6                 | 3,40                   | 3,10                   | 3,56                   | 3,22                   | 3,45                   | 3,32                   | 3,34                   |
| 3      | 6                 | 4,31                   | 3,79                   | 3,28                   | 3,02                   | 3,03                   | 2,88                   | 3,40                   |
| 4      | 6                 | 4,16                   | 3,48                   | 3,99                   | 3,43                   | 3,77                   | 3,35                   | 3,70                   |

- Plus haut chiffre d'audience
- Plus bas chiffre d'audience

### Réception critique
La série récolte de nombreuses critiques positives.

#### En France
Pour Allociné, la série est « plus qu'une réussite, c'est la série française que l'on n'attendait plus ». C'est une série originale, « moderne et chorale », dans le genre de la dramédie (comédie dramatique), autant de qualificatifs rares pour une série française. Elle est bien écrite, avec des dialogues « toujours très percutants, drôles et pleins d'esprit ». Elle est empreinte de réalisme et d'authenticité grâce aux anecdotes de Dominique Besnehard qui ont servi de base aux scénarios. Elle s'adresse au grand public ne connaissant pas le milieu, une « comédie humaine » qui ne tombe pas dans un entre-soi élitiste « à base de private jokes ». Les acteurs principaux sont justes, avec des personnages qui « ne versent jamais dans la caricature ».
Pierre Langlais, de Télérama, juge que la série est « une vraie réussite, une série d'auteur populaire ».
Pour Pierre Serisier, du Monde, « Dix pour cent donne le ton des nouvelles séries françaises ».
Pour Olivier Joyard, des Inrocks, c'est la « meilleure surprise sérielle de l’année ».

#### Francophonie
Lors du démarrage de la saison 3, le magazine belge Moustique se demande « d'où vient la magie de Dix pour cent ? ». Pour l'auteur de l'article, « tout tient […] dans ce microcosme de l'agence, dans l'évolution de ces personnages qui démarrent en caricature et se dévoilent, au fil des épisodes, complexes, humains, insupportables et attachants ».
Le journal suisse Le Temps classe la série en neuvième position dans le classement des « 50 meilleures séries de tous les temps ».

#### En dehors de la France
La presse internationale salue aussi la qualité de la série. 
Pour The Guardian, « la série de Fanny Herrero emprunte à la verve et à la musicalité de l’écriture d’Aaron Sorkin dans The West Wing ». 
The Sunday Times déclare que Dix pour cent est « une des séries les plus addictives sur Netflix ». 
The New Yorker salue « la pépite française »,.
Enfin, l’auteur britannique Jonathan Coe tweete[Quand ?] que la série est « la chose la plus aiguisée, lumineuse, légère, drôle et réconfortante que vous pouvez voir en ce moment ».[réf. nécessaire]

### Distinctions

#### Nominations
- International Emmy Awards 2016 : meilleure comédie

#### Récompenses
- 2016 : meilleur duo TV producteur/réalisateur à la 23e cérémonie des Trophées du Film français
- 2016 : grand prix du jury de la meilleure série française au Grand Prix des séries 2016 Télé 2 semaines / RTL2[23]
- 2016 : meilleure série, meilleur scénario pour Fanny Herrero et meilleure actrice pour Camille Cottin aux prix de l’Association des critiques de séries
- 2018 : Globe de Cristal de la meilleure série
- 2018 : meilleure série de 52 minutes au Festival de la fiction TV de La Rochelle[24]
- 2019 : Globe de cristal de la meilleure série, meilleure actrice dans une série pour Camille Cottin, meilleur acteur dans une série pour Grégory Montel
- 2021 : meilleure comédie aux International Emmy Awards 2021[25]

## Adaptations
En février 2018, une adaptation québécoise de la série est annoncée, qui sera diffusée sur la chaîne TVA. La série est diffusée à compter du 7 janvier 2019 et s'intitule Les Invisibles.
Lors du MIP TV 2019, on annonce que la série va connaître une adaptation dans cinq pays : au Royaume-Uni, en Chine, au Canada, en Inde et en Italie. Il est question que la série soit aussi adaptée en Espagne et en Allemagne. 
La série est aussi adaptée en Turquie sous le nom Menajerimi Ara (« Appelle mon agent »). D'après Dominique Besnehard : « Dans la série turque, on a enlevé l'homosexualité et on a mis des voiles ».
En janvier 2022, le site Variety annonce l'adaptation prochaine de la série au Moyen-Orient sur la chaîne MBC, en Pologne sur TVN, aux Philippines sur la plateforme HBO Go, en Corée du Sud, en Malaisie sur Astro, en Indonésie, en Allemagne, en Grèce et en Tchéquie. 
| Nom                         | Pays                      | Chaîne          | Diffusion                        | Nom de l'agence                |
| --------------------------- | ------------------------- | --------------- | -------------------------------- | ------------------------------ |
| Les Invisibles              | Canada (langue française) | TVA             | 7 janvier 2019 - 4 décembre 2019 | AMG                            |
| Menajerimi Ara              | Turquie                   | Star TV         | 25 août 2020 - 11 juillet 2021   | EGO                            |
| Call My Agent: Bollywood    | Inde (langue hindi)       | Netflix         | 29 octobre 2020 - en cours       | ART                            |
| Ten percent (en),           | Royaume-Uni               | Prime Video     | 28 avril 2022                    | Nightingale Hart               |
| Behind Every Star           | Corée du Sud              | tvN             | 7 novembre 2022 - en cours       | Method Entertainment           |
| Mój agent                   | Pologne                   | TVN             | 25 décembre 2022 - en cours      | AAK (Agencja aktorska Krantz)  |
| N/A                         | Philippines               | HBO Go          | en production                    | N/A                            |
| Hubungi Agen Gue! (en)      | Indonésie                 | Disney+ Hotstar | 29 juillet 2023 - en cours       | ASA+ (Agensi Surya Adhiwangsa) |
| N/A                         | Moyen-Orient              | MBC             | en production                    | N/A                            |
| N/A                         | Malaisie                  | Astro           | en production                    | N/A                            |
| Call My Agent - Italia (it) | Italie                    | Sky Italia      | 20 janvier 2023 - en cours       | CMA (Carlo Maiorana Agency)    |